# Chamberet
Chamberet település Franciaországban, Corrèze megyében. Lakosainak száma 1422 fő (2022. január 1.). Chamberet L’Église-aux-Bois, Lacelle, Meilhards, Saint-Hilaire-les-Courbes, Soudaine-Lavinadière, Treignac, Domps, Eymoutiers, Saint-Gilles-les-Forêts, Surdoux és La Croisille-sur-Briance községekkel határos.

## Népesség
A település népességének változása:
| Lakosok száma | 1413 | 1470 | 1376 | 1319 | 1343 | 1361 | 1372 | 1388 | 1399 | 1422 |
|               | 1968 | 1982 | 1990 | 2006 | 2013 | 2015 | 2017 | 2019 | 2020 | 2022 |